# Кагарці
Кагарці (вірм. Կաղարծի, азерб. Qağartsi) — село у Ходжавендському районі Азербайджану. Село розташоване за 18 км на захід від міста Ходжавенд, за 1 км на північний захід від села Параватумб, за 3 км на південний схід від села Мюрішен, за 3 км на південь від села Авдур та за 3 км на південний схід від села Хаці.

## Пам'ятки
- В селі розташована церква монастиря «Таргманчац» 19 ст., цвинтар 18-19 ст., каплиця «Лусаворіч» 17-18 ст., хачкар 13 ст. та джерело 19 ст.